# Maurice Letchford
Maurice Elvin Letchford, noto anche come Morris Litchford (Pretoria, 27 agosto 1908 – 15 agosto 1965), è stato un lottatore canadese, specializzato nella lotta libera. Ha rappresentato il Canada ai Giochi olimpici estivi, in cui si è aggiudicato la medaglia di bronzo nel torneo dei pesi welter.

## Palmarès
| Anno | Manifestazione  | Sede      | Evento      | Risultato | Note |
| ---- | --------------- | --------- | ----------- | --------- | ---- |
| 1928 | Giochi olimpici | Amsterdam | Pesi welter | Bronzo    |      |